# Alveolata
Alveolata – takson eukariotów należący do supergrupy Sar. Organizmy odznaczające się złożoną powłoką zewnętrzną (pellikulą), wzmocnioną skomplikowanym systemem komór i pęcherzyków zwanych alweolami (stąd nazwa). Łączone są z innymi organizmami o prostej budowie w supergrupy – początkowo ze stramenopilami oraz mniejszymi grupami w Chromalveolata, a następnie Sar (której nazwa jest akronimem od Stramenopile, Alveolata i Rhizaria).

## Systematyka
Według Adla należą tutaj:
- Protalveolata Cavalier-Smith, 1991 przywrócony przez Adl i inni, 2012
  - Chromerida Moore i inni, 2008
  - Colpodellida Cavalier-Smith, 1993 przywrócony przez Adl i inni, 2005
  - Perkinsidae Levine, 1978 przywrócony przez Adl i inni, 2005
  - Oxyrrhis Dujardin, 1841
  - Syndiniales Loeblich III, 1976
- Dinoflagellata Bütschli, 1885 przywrócony przez Fensome i inni, 1993 przywrócony przez Adl i inni, 2005 – bruzdnice
  - Noctilucales Haeckel, 1894
  - Dinophyceae Pascher, 1914
  - taksony o niepewnej przynależności
    - Amyloodinium, Apodinium, Cachonella, Crepidoodinium, Haplozoon, Oodinium, Piscinodinium, Protoodinium
- Apicomplexa Levine, 1980 przywrócone przez Adl i inni, 2005 – apikompleksy
  - Aconoidasida Mehlhorn i inni, 1980
  - Conoidasida Levine, 1988
  - taksony o niepewnej przynależności
    - Agamococcidiorida Levine, 1979
    - Protococcidiorida Kheisin, 1956
    - Aggregata
    - Nephromyces
- Ciliophora Doflein, 1901 – orzęski
  - Postciliodesmatophora Gerassimova i Seravin 1976
  - Intramacronucleata Lynn, 1996
- taksony o niepewnej przynależności
  - Ellobiopsidae
  - Colponema